# Neoprimitivisme
El Neoprimitivisme va ser un moviment artístic rus que va prendre el seu nom del manifest Neo-primitivizm de l'artista ucraïnès Aleksandr Xevtxenko. En el pamflet de 31 pàgines, Xevtxenko proposa un nou estil de pintura moderna que fusiona elements de Paul Cézanne, del cubisme i del futurisme amb convencions i motius tradicionals d'«art folklòric rus», sobretot de les icones russes i els lubki.

## Artistes neoprimitius

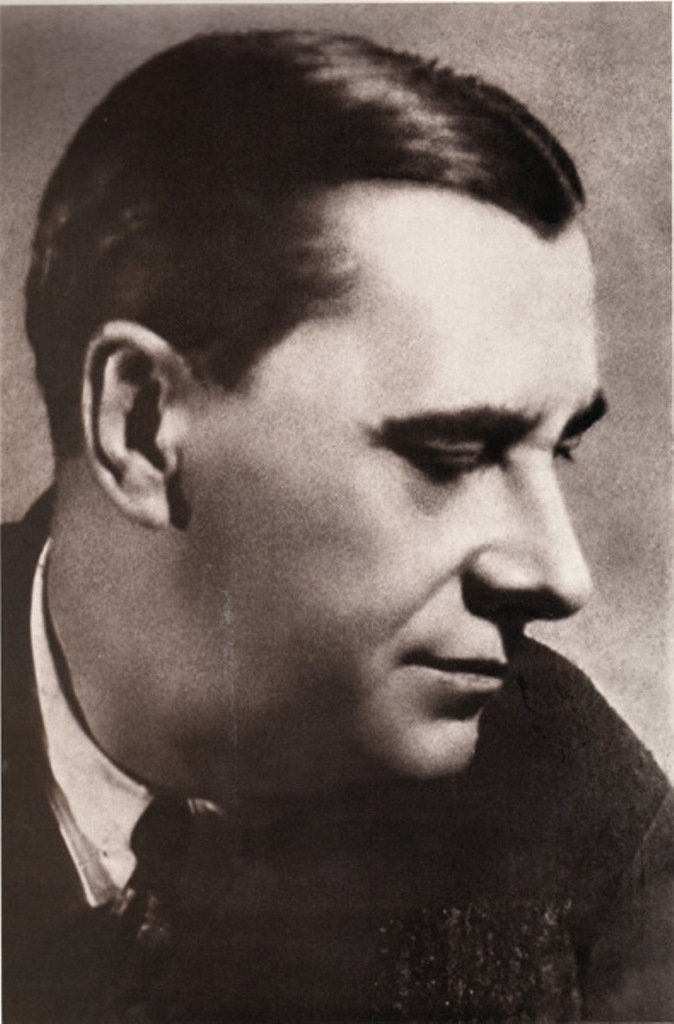
Aleksandr Xevtxenko

Els artistes russos associats amb el neoprimitivisme són:
- David Burliuk
- Marc Chagall
- Pavel Filonov
- Natàlia Gontxarova
- Mikhail Larionov
- Kazimir Malèvitx[3]
- Aleksandr Xevtxenko
- Ígor Stravinski